# Lepthyphantes turanicus
Lepthyphantes turanicus är en spindelart som beskrevs av Andrei V. Tanasevitch och Victor Fet 1986. Lepthyphantes turanicus ingår i släktet Lepthyphantes och familjen täckvävarspindlar.
Artens utbredningsområde är Turkmenistan. Inga underarter finns listade i Catalogue of Life.